# Tomba de Seutes III

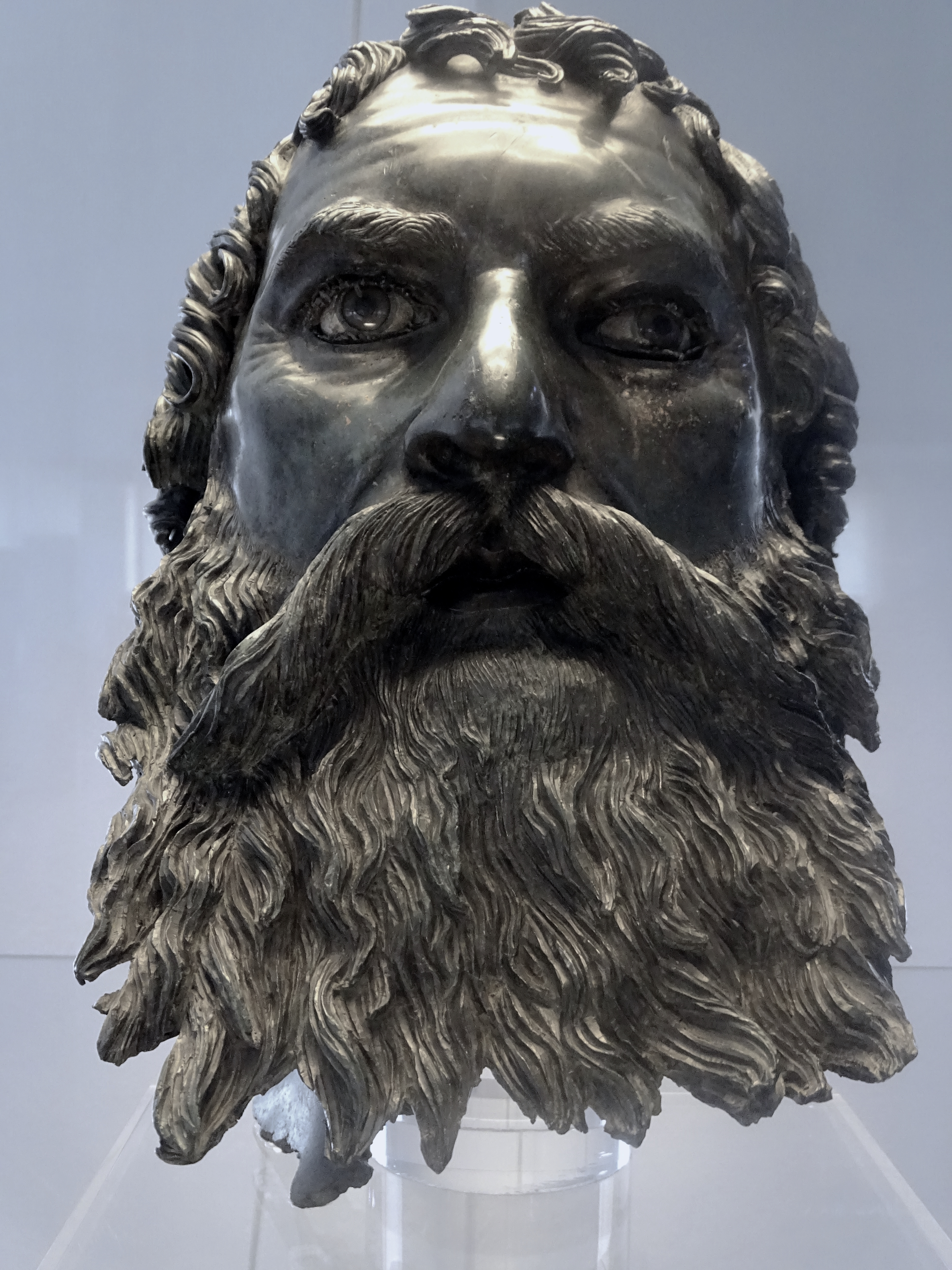
Cap de bronze de Seutes III trobat a la seua tomba

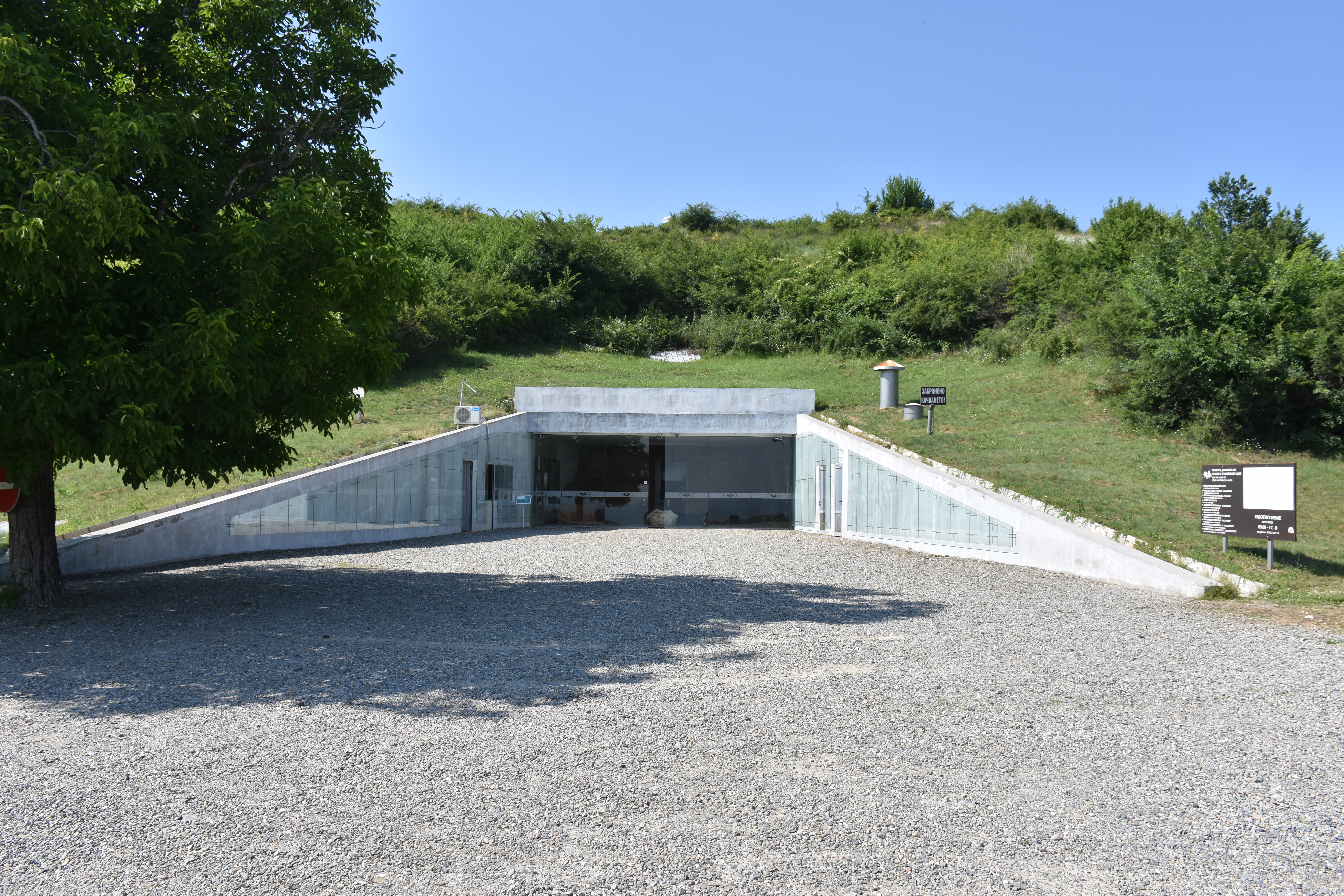
Tomba de Seutes III

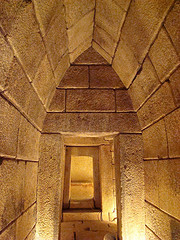
Interior

La Tomba de Seutes III és a prop de Shipka i Kazanlak, a Bulgària. Seutes III governà el Regne odrisi de Tràcia entre els anys 331 i 300 abans de la nostra era i fundà la propera ciutat tràcia de Seutòpolis. És una de les tombes més elaborades de la Vall dels reis tracis.

## Disseny
La tomba té una façana molt àmplia, un llarg passadís de 13 metres que actua com a entrada i tres cambres consecutives de gran grandària. La primera n'és rectangular, té un sostre semicircular i ovalat i s'hi va sacrificar un cavall. La següent habitació és circular, amb cúpula; i la tercera cambra està esculpida en un gran bloc de pedra i té una sostrada ovalada, amb la funció de sarcòfag. A dins hi ha un llit funerari modelat.
A l'interior es va trobar el famós bust de bronze que es creu que representa el monarca Seutes III. Els ulls són fets d'alabastre i pasta de vidre i les pestanyes i celles amb cintes rogenques.

## Història
La tomba era al principi un temple monumental en el túmul Golyama Kosmatka, construïda en la segona meitat del segle V abans de la nostra era. Després, a la fi del s. III ae, Seutes hi fou soterrat. La cambra funerària contenia pertinences personals considerades necessàries per a la vida després de la mort del monarca, com ara genolleres, un casc daurat amb figures, una cuirassa realitzada amb fils daurats, una espasa i llances. A més a més, s'hi trobaren recipients de bronze, i tres àmfores de ceràmica que havien contingut vi traci. El paviment i el llit ritual estaven coberts per una estora amb trama de fil d'or. El pes total de l'or de tots els objectes és més d'un quilogram. Hi ha tretze aplicacions d'or per a cabestres equins amb imatges d'humans, animals i plantes, representacions inusuals en l'arqueologia tràcia. Altres dos objectes rectangulars són daurats amb figures alçades de guerrers, emprats com a decoració per a la beina de l'espasa. Hi ha una decoració circular per a l'armadura del rei. A la tomba hi ha dos recipients daurats amb dues anses per a beure vi, també denominats kiliks, i una notable garlanda daurada amb branques, fulles i glans, entre altres detalls.
Després del funeral, l'entrada a les primeres dues cambres es va encegar, i el corredor va ser incendiat i omplert de pedres i terra. La façana se soterrà.

## Galeria

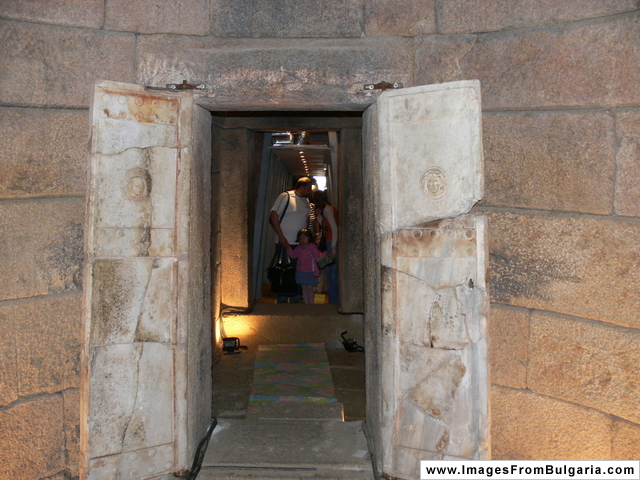
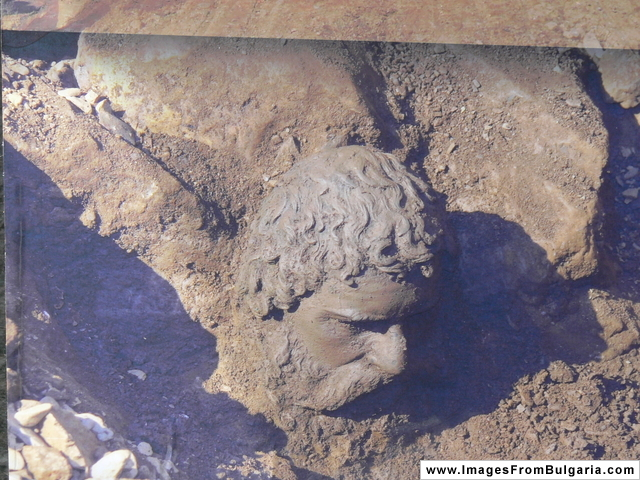
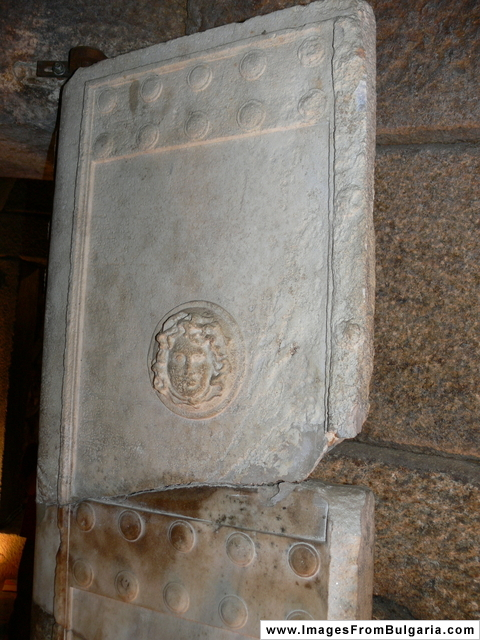
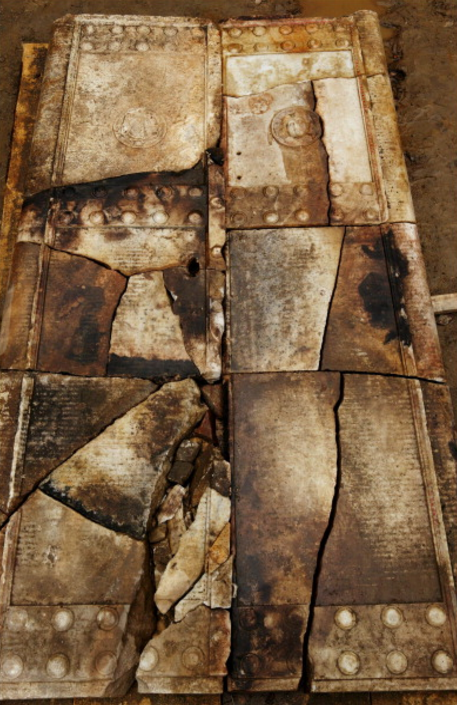
La porta marmòria que condueix al mausoleu